# Krasnyj Oktiabr (rejon pałłasowski)
Krasnyj Oktiabr (ros. Красный Октябрь) – osiedle w Rosji, w obwodzie wołgogradzkim, w rejonie pałłasowskim. W 2010 liczyło 1836 mieszkańców.